# Aeroport de Xamindele
L'aeroport de Xamindele (codi IATA: ---, codi OACI: FNTO) és una pista d'ús públic que serveix Toto a la província de Uíge a Angola.